# Chandra Wickramasinghe
Nalin Chandra Wickramasinghe (Colombo, Sri Lanka, 20 de enero de 1939) es un astrofísico británico de origen cingalés. Es coautor de la teoría de la panspermia que supone un origen extraterrestre para la vida en la Tierra.

## Formación y carrera académica
Wickramasinghe estudió en la Universidad de Ceilán consiguiendo la licenciatura en 1960, y luego continuó su formación con una beca de la Commonwealth para la Universidad de Cambridge (Trinity College), donde se graduó con Fred Hoyle en 1963. En el mismo año se convirtió en miembro del Jesus College.
Posteriormente se trasladó al Instituto de Astronomía de Cambridge y desde 1973 hasta 2006 fue profesor de Matemática Aplicada y Física Matemática en la Universidad de Cardiff. Él constituyó un grupo de trabajo sobre astrofísica en el Departamento de Matemáticas Aplicadas y Astronomía, que dirigió hasta 1989. Desde 2000 fue director del Centro de Astrobiología de Cardiff.

## Investigaciones
Wickramasinghe es un especialista en el estudio del polvo interestelar. Publicó en 1974 la teoría de que el polvo interestelar y el polvo presente en las colas de los cometas es predominantemente orgánico, lo que no se pudo confirmar en dicha época. Sin embargo, la existencia en el polvo interestelar de materiales orgánicos en formas cada vez más complejas ha sido confirmado muchas veces desde entonces. Wickramasinghe, en colaboración con Fred Hoyle, ha desarrollado la teoría de la panspermia. También junto con Fred Hoyle, recibió la "Medalla de Oro Internacional de la Ciencia Dag Hammarskjold" en 1986.
Al igual que Hoyle, sospechaba que no sólo el origen de la vida, sino también el origen de algunas enfermedades infecciosas procede del universo, sobre todo en los cometas, que según Hoyle y Wickramasinghe serían restos de la formación de los planetas exteriores Urano y Neptuno. En mayo de 2003 escribió una carta a The Lancet (con Milton Wainwright, Jayant Narlikar), donde sugería un origen extraterrestre del SRAS.
Wickramasinghe consiguió en 1973 el título de Doctor of Science por la Universidad de Cambridge y doctorados honorarios por la Universidad Soka de Tokio (1986) y la Universidad de Ruhuna, de Sri Lanka (2004). De 1982 a 1984 fue asesor del presidente de Sri Lanka y desde 1983 hasta 1984 fue el director fundador del Instituto de Estudios Fundamentales de Sri Lanka. En 1992 recibió el título honorario de Sri Lanka Vidyaj Yothi 1996 y fue galardonado con el Premio Internacional para la Ciencia Sahabdeen. También ha sido profesor visitante en numerosas universidades de todo el mundo.

## Detección de las células vivas en la estratosfera

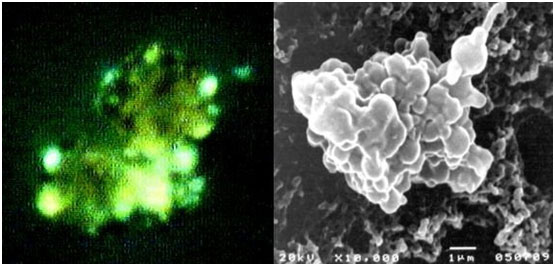
La imagen izquierda muestra un grupo de microorganismos recogidos a más de 41 kilómetros al que se ha aplicado un colorante fluorescente de carbocianina, lo que indica la viabilidad celular. La imagen derecha es una micrografía electrónica de barrido de un grupo de organismos similar.

El 20 de enero de 2001, la Organización de Investigación Espacial de la India llevó a cabo un vuelo en globo desde Hyderabad, India, para recoger el polvo estratosférico a una altitud de 41 kilómetros, para someterlo a pruebas para detectar la presencia de células vivas. Entre los colaboradores de este proyecto se incluía un equipo de científicos del Reino Unido dirigido por Wickramasinghe. En un artículo presentado por primera vez en una conferencia de SPIE en San Diego en 2002, se defendió la detección de microorganismos viables a más de 41 kilómetros apoyada en las evidencias presentadas.
Estos datos son sin duda el mejor indicador actual de la teoría de la panspermia - la introducción de las bacterias transportadas por los cometas. Pero los argumentos todavía no permiten concluir si estos microbios proceden del espacio, o han sido transportados a 41 km de altura desde la superficie de la Tierra.

## Publicaciones
Es autor o coautor de más de 25 libros y más de 350 artículos científicos sobre astronomía y astrobiología. También posee algunas publicaciones en el terreno de la poesía. Algunas de sus obras principales son:
- Arp, H.C., Burbidge, G., Hoyle, F., Narlikar, J.V. and Wickramasinghe, N.C., The extragalactic universe: an alternative view, Nature 346:807–812, 30 de agosto de 1990.
- Hoyle, F. and Wickramasinghe N.C., Lifecloud - The Origin of Life in the Universe, Pub. J.M. Dent and Sons, 1978. ISBN 0-460-04335-8
- Wickramasinghe, N.C. and Ikeda D., Space and Eternal Life, 1998; ISBN 1-85172-060-X.
- Fred Hoyle & Chandra Wickramasinghe, "Our Place In The Cosmos", Life Did Not Begin On Earth - It Arrived From Space And Is Still Arriving. ISBN 1-85799-433-7. J. M. Dent. Ltd., Phoenix Publications, 1993.
- Chandra Wickramasinghe, "Cosmic Dragons:Life and Death on Our Planet", ISBN 0 285 6360-6 5, Souvenir Press, Londres, 2001.
- Richard Hoover, C. N. Wickramasinghe, R. Joseph, Rudy Schild, The Discovery of Alien Extra-Terrestrial Life: The Cosmic Origins of Life, ISBN 978-0982955291. Cosmology Science Publishers (22 de marzo de 2011)